# Adolf Angst
Adolf Angst (* 28. Juli 1845 in Wil; † 30. März 1928 ebenda; reformiert, heimatberechtigt in Wil) war ein Schweizer Unternehmer.

## Leben
Adolf Angst wurde am 28. Juli 1845 als Sohn des Gemeindeammanns von Wil Heinrich Angst geboren. Nach Schulbesuchen in Wil und Eglisau absolvierte er eine Mechanikerlehre bei Jakob Amsler in Schaffhausen. Anschliessend verbrachte er kurze Zeit in Paris, ehe er bald eine verantwortungsvolle Position in der Maschinenfabrik Huhn in St. Petersburg einnahm. Nach dem Aufenthalt in Russland gründete er in Schaffhausen die spätere Schaffhauser Strickmaschinenfabrik AG. Angeregt durch Hamburger Kaufleute leistete er Pionierarbeit im Strickmaschinenbau und vergrösserte dabei kontinuierlich seine Firma.
Adolf Angst war mit Sophie, geborene Zander, der Tochter des Hofkapellmeisters in St. Petersburg, verheiratet. Er starb am 30. März 1928 im 83. Lebensjahr in Wil.